# Emanuela Menuzzo
Cristina Emanuela Menuzzo (Cesano Maderno, 1º agosto 1956) è un'ex ciclista su strada italiana.

## Biografia
Nata nel 1956 a Cesano Maderno, in provincia di Milano, ha partecipato alle prime gare nel 1973, a 17 anni. Nel 1976 è arrivata in nazionale e ha preso parte ai Mondiali di Ostuni, arrivando 36ª nella corsa in linea Elite. In seguito ha partecipato ad altre 5 edizioni della corsa fino al 1985, ottenendo come miglior risultato il 6º posto a Valkenburg aan de Geul 1979. 
A 27 anni ha partecipato ai Giochi olimpici di Los Angeles 1984, nella corsa in linea, terminando 34ª, in un gruppo di 7 cicliste a 18'12" dalla medaglia d'oro, la statunitense Connie Carpenter.
Al di fuori della nazionale ha corso con la U.S. Voltiana nel 1975 e 1976 e con la G.S. Antonini nel 1980 e 1981, vincendo il secondo dei suoi 2 Trofei Alfredo Binda-Comune di Cittiglio (l'altro era arrivato nel 1978). Ha vinto 2 volte anche la Vertemate con Minoprio, nel 1982 e 1984, mentre 1 volta il Trofeo Casa del Fiore, nel 1979. Ha preso parte a 1 Giro Donne (48ª nel 1990) e 3 Tour de France, esordendovi nel 1985, arrivando 44ª, chiudendo poi 52ª nel 1986 e ritirandosi nel 1987.
Ha chiuso la carriera nel 1990, a 34 anni.

## Palmarès
- 1978 (1 vittoria)

Trofeo Alfredo Binda-Comune di Cittiglio
- 1979 (1 vittoria)

Trofeo Casa del Fiore
- 1981 (G.S. Antonini, 1 vittoria)

Trofeo Alfredo Binda-Comune di Cittiglio
- 1982 (1 vittoria)

Vertemate con Minoprio
- 1984 (1 vittoria)

Vertemate con Minoprio

## Piazzamenti

### Grandi Giri
- Giro Donne

1990: 48ª
- Tour de France

1985: 44ª
1986: 52ª
1987: ritirata

### Competizioni mondiali
- Campionati del mondo

Ostuni 1976 - In linea Elite: 36ª
Brauweiler 1978 - In linea Elite: 22ª
Valkenburg aan de Geul 1979 - In linea Elite: 6ª
Sallanches 1980 - In linea Elite: 45ª
Goodwood 1982 - In linea Elite: 9ª
Giavera del Montello 1985 - In linea Elite: 64ª
- Giochi olimpici

Los Angeles 1984 - In linea: 34ª